# Grzebienisko
Grzebienisko is een plaats in het Poolse district  Szamotulski, woiwodschap Groot-Polen. De plaats maakt deel uit van de gemeente Duszniki en telt 716 inwoners.